# Canton de Veyre-Monton
Le canton de Veyre-Monton est une ancienne division administrative française située dans le département du Puy-de-Dôme et la région Auvergne. Il a été supprimé en mars 2015 à la suite du redécoupage des cantons du Puy-de-Dôme intervenu en 2014.

## Géographie
Ce canton est organisé autour de Veyre-Monton dans l'arrondissement de Clermont-Ferrand. Son altitude variait de 318 m (Le Cendre) à 744 m (La Roche-Blanche) pour une altitude moyenne de 416 m.

## Histoire
- De 1833 à 1848, les cantons de Veyre-Monton et de Saint-Amant-Tallende avaient le même conseiller général. Le nombre de conseillers généraux était limité à 30 par département.
- Le canton a été supprimé en 2015 à la suite du redécoupage des cantons du Puy-de-Dôme, appliqué le 25 février 2014 par décret[1]. Le périmètre est très peu modifié :
- Authezat, Corent, Le Crest, Les Martres-de-Veyre, Orcet, La Roche-Blanche, La Sauvetat, Tallende et Veyre-Monton intègrent le nouveau canton des Martres-de-Veyre ;
- Plauzat intègre le canton de Vic-le-Comte ;
- Le Cendre intègre le canton de Cournon-d'Auvergne.

## Représentation

### Conseillers généraux de 1833 à 2015
| Période | Période          | Identité                               | Étiquette      | Qualité |
| ------- | ---------------- | -------------------------------------- | -------------- | --- |
| 1833    | 1836             | Philibert Le Normant Baron de Flagheac |                | Propriétaire, maire de Saint-Amant-Tallende                                                                                                  |
| 1836    | 1845             | Antoine Bonjour (1777-1863)            |                | Notaire aux Martres-de-Veyre, conseiller d'arrondissement                                                                                    |
| 1845    | 1848             | Antoine Gilbert Dessaigne              | Centre         | Président du Tribunal de Clermont Député (1837-1846)                                                                                         |
| 1848    | 1870             | Jean-Baptiste Félix Tixier-Courbayre   |                | Médecin à Clermont-Ferrand, maire de Veyre-Monton                                                                                            |
| 1870    | 1880             | Léon Tixier (fils du précédent)        | Droite         | Propriétaire |
| 1880    | 1903 (démission) | Léon Chabory                           | Républicain    | Médecin, maire du Mont-Dore |
| 1903    | 1908 (décès)     | Louis Antoine Soisson                  | Rad.           | Limonadier à Veyre-Monton, conseiller d'arrondissement                                                                                       |
| 1908    | 1911 (décès)     | François Berrier                       | Rad.           | Vice-Président du Conseil supérieur des sapeurs-pompiers de France Maire des Martres-de-Veyre (1908-1911)                                    |
| 1911    | 1919             | Arthur Bénayon                         | Rad.ind.       | Propriétaire à Plauzat |
| 1919    | 1934             | Octave Cluzel                          | SFIO puis PSdF | Propriétaire Maire de La Roche-Blanche |
| 1934    | 1940             | Guillaume Page                         | Rad.           | Notaire Maire des Martres-de-Veyre (1929-1947) Nommé conseiller départemental en 1942                                                        |
|         |                  |                                        |                | |
| 1945    | 1949             | Louis Chapelle                         | SFIO           | Agriculteur à Corent |
| 1949    | 1955             | Fernand Chirent                        | CNIP           | Agriculteur exploitant Maire de La Roche-Blanche                                                                                             |
| 1955    | 1961             | Louis Chapelle                         | SFIO           | Agriculteur et vigneron à Corent |
| 1961    | 1979             | Raymond Deval                          | DVD            | Médecin Maire des Martres-de-Veyre (1977-1983)                                                                                               |
| 1979    | 1985             | Paul Bador                             | PS             | Journaliste Maire d'Orcet |
| 1985    | 1998             | Pierre Chabrillat                      | UDF            | Expert forestier enseignant Maire de Veyre-Monton (1983-1995)                                                                                |
| 1998    | 2011 (décès)     | Jean-Pierre Décombas                   | PS puis DVG    | Médecin Maire des Martres-de-Veyre de 1983 à 2007 puis conseiller municipal de 2007 à 2011 Suppléant du député Jacques Lavédrine (1988-1993) |
| 2011    | 2015             | Bernadette Troquet                     | DVG            | Retraitée Education Nationale Maire de La Sauvetat depuis 2001 Elue en 2015 dans le Canton des Martres-de-Veyre                              |

### Conseillers d'arrondissement (de 1833 à 1940)
| Période                                  | Période      | Identité                                                       | Étiquette | Qualité |
| ---------------------------------------- | ------------ | -------------------------------------------------------------- | --------- | --- |
| 1833                                     | 1836         | Antoine Bonjour                                                |           | Notaire aux Martres-de-Veyre |
| 1836                                     | 1848         | Jean-Baptiste Tixier                                           |           | Médecin à Veyre |
| 1848                                     | 1869 (décès) | Vicomte Charles-Claude-Théobald Lepeletier d'Aunay (1806-1869) |           | Ancien militaire, maire d'Orcet |
| 1870                                     | 1871         | Ludovic Julhiard                                               |           | Propriétaire, maire de La Roche-Blanche |
| 1871                                     | 1875         | M. Mioche                                                      |           | Docteur en médecine |
| 1875                                     | 1880         | Sylvain Fournier                                               |           | Propriétaire à Orcet |
| 1880                                     | 1886         | Emile Farmond                                                  |           | Notaire à La Roche-Blanche |
| 1886                                     | 1892         | Gilbert Michel                                                 |           | Maire des Martres-de-Veyre |
| 1892                                     | 1895         | M. Rouchier-Valleix                                            |           | Propriétaire à La Roche-Blanche |
| 1895                                     | 1901         | Victor-Auguste Cureyras-Clausson                               |           | Maire de Plauzat |
| 1901                                     | 1903         | Louis-Antoine Soisson (1863-1908)                              | Radical   | Limonadier à Veyre-Monton |
| 5 juil. 1903                             | 1910         | Antoine Barreyre-Jay                                           | Radical   | Agriculteur-viticulteur, adjoint au maire du Cendre                                                                                                  |
| 1910                                     | 1912 (décès) | François Berrier (1863-1912)                                   |           | Chef de bataillon à l'Inspection départementale du personnel et du matériel des corps de sapeurs-pompiers du Puy-de-Dôme, maire des Martres-de-Veyre |
| 1913                                     | 1919         | Philippe Docher                                                |           | Maire du Crest |
| 1919                                     | 1925         | Robert Vacher-Fournier                                         | Radical   | Expert à Authezat |
| 1925                                     | 1937         | Félix Antonin Manlhiot                                         | Radical   | Agriculteur, viticulteur, maire des Martres-de-Veyre                                                                                                 |
| 1937                                     | 1940         | Claude Chouvy                                                  | Radical   | Cultivateur, maire d'Orcet |
| 1940                                     |              |                                                                |           | Les conseils d'arrondissement ont été suspendus par la loi du 12 octobre 1940 et n'ont jamais été réactivés                                          |
| Les données manquantes sont à compléter. |              |                                                                |           | |

## Composition
Le canton de Veyre-Monton groupait 11 communes et comptait 24 611 habitants (recensement de 2012, population municipale).
| Nom                      | Code Insee | Intercommunalité            | Population (dernière pop. légale) |
| ------------------------ | ---------- | --------------------------- | --------------------------------- |
| Veyre-Monton (chef-lieu) | 63455      | CC Mond'Arverne Communauté  | 3 401 (2014)                      |
| Authezat                 | 63021      | CC Mond'Arverne Communauté  | 665 (2014)                        |
| Le Cendre                | 63069      | Clermont Auvergne Métropole | 5 144 (2014)                      |
| Corent                   | 63120      | CC Mond'Arverne Communauté  | 709 (2014)                        |
| Le Crest                 | 63126      | CC Mond'Arverne Communauté  | 1 308 (2014)                      |
| Les Martres-de-Veyre     | 63214      | CC Mond'Arverne Communauté  | 3 943 (2014)                      |
| Orcet                    | 63262      | CC Mond'Arverne Communauté  | 2 618 (2014)                      |
| Plauzat                  | 63282      | CA Agglo Pays d'Issoire     | 1 583 (2014)                      |
| La Roche-Blanche         | 63302      | CC Mond'Arverne Communauté  | 3 179 (2014)                      |
| La Sauvetat              | 63413      | CC Mond'Arverne Communauté  | 696 (2014)                        |
| Tallende                 | 63425      | CC Mond'Arverne Communauté  | 1 552 (2014)                      |

## Démographie
| 1962  | 1968  | 1975   | 1982   | 1990   | 1999   | 2006   | 2011   | 2012   |
| ----- | ----- | ------ | ------ | ------ | ------ | ------ | ------ | ------ |
| 8 206 | 9 711 | 13 047 | 17 416 | 21 147 | 22 732 | 23 694 | 24 459 | 24 611 |